# Papa João XIX
João XIX, nascido Romano de Túsculo (Túsculo, 975 — Roma, 9 de outubro de 1032) foi o 144º Papa, de 1024 a 1032.
Sucedeu ao seu irmão Bento VIII. Eram ambos membros da poderosa casa de Túsculo. Quando eleito Papa, não era bispo, tendo sido ordenado de imediato para poder ocupar o cargo. Tinha sido cônsul e senador.
Com o falecimento do imperador Henrique II do Sacro Império Romano em 1024, apoiou Conrado II, coroando-o com grande pompa em São Pedro na Páscoa de 1027.
Sucedeu-lhe o jovem sobrinho Bento IX. De notar que não existiu um Papa João XX, sendo o sucessor do mesmo nome o português João XXI.